# Episodi di Hyakka Ryōran Samurai Girls
Questa è la lista degli episodi dell'anime Hyakka Ryōran Samurai Girls, una serie TV anime del 2010 basata sulla serie di light novel omonima scritta da Akira Suzuki e illustrata da Niθ, pubblicata in Giappone da Hobby Japan. Prodotta dalla Arms, la serie è diretta da KOBUN, la composizione della serie è a cura di Ryunosuke Kingetsu, le musiche sono di Tatsuya Katou, la produzione è di Hisato Usui, Ryūji Sekine, Shinsaku Tanaka e Takuro Hatakeyama e il character design è curato da Tsutomu Miyazawa, con la narrazione dei primi episodi fornita da Fumihiko Tachiki. La serie è ambientata nel Grande Giappone, una versione alternativa del Giappone dove lo shogunato dei Tokugawa è rimasto attivo ed è rimasto isolato dal resto del mondo, e la storia è incentrata su Muneakira Yagyu, un giovane atteso alla Buou Academic School, un'accademia situata alle pendici del Fuji dove l'elite nobile aspira a diventare guerrieri samurai. La sua vita subisce un cambiamento quando incontra Jubei Yagyu, una misteriosa ragazza che è caduta dal cielo nuda che diventa successivamente la sua prima "Master Samurai" dopo aver ricevuto un bacio da lei.
Dodici episodi sono stati trasmessi su Chiba TV e TV Kanagawa trasmessi tra il 4 ottobre e il 20 dicembre 2010 su Chiba TV e TV Kanagawa, seguite dalle reti TV Saitama, Tokyo MX, TV Aichi, Sun Television e AT-X. Un'anteprima del primo episodio è stata trasmessa su Tokyo MX il 4 settembre 2010 prima della trasmissione ufficiale. La serie propone una storia alternativa a quella delle light novel, avendo una storyline completamente differente. Simulcast sono stati forniti nel Nord America da Anime Network sul loro portale video, e in Australia e Nuova Zelanda da Madman Entertainment. Sei DVD e Blu-ray sono stati pubblicati da Media Factory tra il 26 novembre 2010 e il 28 aprile 2011, ciascuno contenente un breve OVA chiamato Hyakka Ryōran Samurai Girls ~Otome Ureshi Hazukashi Shōshi no Chigiri~ (百花繚乱 サムライガールズ 〜乙女♥嬉し恥ずかし将士の契り〜?, Hyakka Ryōran Samurai Gāruzu ~Otome Ureshi Hazukashi Shōshi no Chigiri~) e un 4-koma illustrato da Chiruo Kazahana. La distribuzione di un'edizione blu-ray venne fissata per il 27 febbraio 2013.
Samurai Girls è licenziato nel Nord America da Sentai Filmworks, e il distributore Section23 Films ha distribuito la serie con doppiaggio in inglese (prodotto da Seraphim Digital) il 23 agosto 2011 in DVD e Blu-ray. L'anime è inoltre licenziato in Australia e Nuova Zelanda da Madman Entertainment, nel Regno Unito da Kazé. Il doppiaggio inglese dell'anime è stato premiato sul portale video di Anime Network il 23 giugno 2011, e esteso fino all'8 settembre 2011. In Italia è inedito.
La sigla di apertura della serie è "Last vision for last" di Faylan, mentre la sigla di chiusura è "Koi ni Sesse Tooryanse" (恋にせっせ通りゃんせ?) di Aoi Yūki, Minako Kotobuki e Rie Kugimiya, doppiatrici rispettivamente di Jubei Yagyu, Sen Tokugawa e Yukimura Sanada.
Una seconda stagione dell'anime, intitolata Hyakka Ryōran: Samurai Bride (百花繚乱 サムライブライド?, Hyakka Ryōran Samurai Buraido), è stata annunciata sul dodicesimo volume della serie di light novel ed è stata trasmessa dal 6 aprile al 21 giugno 2013 su AT-X in versione integrale nel video. La sigla d'apertura è AI DO. di Miyuki Hashimoto mentre quella di chiusura è Kekka, Guuzen de Gozasourou (結果、偶然でござ候?) di Aoi Yūki, Minako Kotobuki e Rie Kugimiya.

## Lista episodi

### Prima stagione
| Nº | Titolo italiano (traduzione letterale) Giapponese 「Kanji」 - Rōmaji                                      | In onda          | In onda |
| Nº | Titolo italiano (traduzione letterale) Giapponese 「Kanji」 - Rōmaji                                      | Giapponese       |         |
| 1  | Il primo bacio 「はじめての忠」 - Hajimete no chū                                                         | 4 ottobre 2010   |         |
| 2  | La reincarnazione del corpo nudo 「裸体転生」 - Ratai tenshō                                              | 11 ottobre 2010  |         |
| 3  | L'identità del Master Samurai 「剣姫(マスターサムライ)の正体」 - Tsurugi hime (masutaa samurai) no shōtai | 18 ottobre 2010  |         |
| 4  | Ehi, mi daresti un bacio? 「ねえ忠してよ？」 - Nee chū shite yo?                                          | 25 ottobre 2010  |         |
| 5  | Arriva il guerriero dell'amore 「愛の戦士、登場」 - Ai no senshi, tōjō                                    | 1º novembre 2010 |         |
| 6  | Il mostro marino attacca 「襲い来る、海の怪物」 - Osoi kuru, umi no kaibutsu                              | 8 novembre 2010  |         |
| 7  | L'ombra sopra il Grande Giappone 「大日本を覆う影」 - Dainippon wo oō kage                                | 15 novembre 2010 |         |
| 8  | Lo schiavo del bacio 「忠の奴隷」 - Chū no dorei                                                          | 22 novembre 2010 |         |
| 9  | Il ritorno del generale 「将（ジェネラル）の帰還」 - Shō (jieneraru) no kikan                             | 29 novembre 2010 |         |
| 10 | La prigione dell'occhio malefico 「魔眼の牢獄」 - Magan no rōgoku                                         | 6 dicembre 2010  |         |
| 11 | Il samurai della Francia 「仏蘭西から来たサムライ」 - Furansu kara kita samurai                           | 13 dicembre 2010 |         |
| 12 | Bacio d'addio 「さよならの忠」 - Sayonara no chū                                                          | 20 dicembre 2010 |         |

### Seconda stagione
| Nº | Titolo italiano (traduzione letterale) Giapponese 「Kanji」 - Rōmaji       | In onda        | In onda |
| Nº | Titolo italiano (traduzione letterale) Giapponese 「Kanji」 - Rōmaji       | Giapponese     |         |
| 1  | L'apertura della vera ombra 「真陰、開幕」 - Shin'in, kaimaku              | 5 aprile 2013  |         |
| 2  | Un altro bacio 「忠、ふたたび」 - Chū, futatabi                            | 12 aprile 2013 |         |
| 3  | Amore e lealtà 「愛と忠」 - Ai to chū                                      | 19 aprile 2013 |         |
| 4  | La sposa del generale 「将の花嫁」 - Shō no hanayome                       | 26 aprile 2013 |         |
| 5  | La supremazia degli inferi 「冥土争覇」 - Meido sōha                       | 3 maggio 2013  |         |
| 6  | Si dice che sia eccentrico 「噂の傾奇者」 - Uwasa no kabukimono            | 10 maggio 2013 |         |
| 7  | Non cancellabile! 「解除不能！」 - Kaijo funō!                             | 17 maggio 2013 |         |
| 8  | L'ombra del mistero 「謎の影」 - Nazo no kage                              | 24 maggio 2013 |         |
| 9  | Il nuovo maestro samurai 「新たな剣姫」 - Aratana kenki                    | 31 maggio 2013 |         |
| 10 | Il segreto della pietra guardiana 「鎮護石の秘密」 - Chingoseki no himitsu | 7 giugno 2013  |         |
| 11 | La resa dei conti 「対決の刻」 - Taiketsu no koku                          | 14 giugno 2013 |         |
| 12 | La nascita della sposa samurai 「剣妃、誕生」 - Kenhi, tanjō               | 21 giugno 2013 |         |

### OAV
| Nº | Titolo italiano (traduzione letterale) Giapponese 「Kanji」 - Rōmaji    | Prima edizione  | Prima edizione |
| Nº | Titolo italiano (traduzione letterale) Giapponese 「Kanji」 - Rōmaji    | Giapponese      |                |
| 1  | Le elezioni generali dei samurai 「サムライ総選挙」 - Samurai sō senkyo | 23 gennaio 2015 |                |
| 2  | Samurai Wedding 「サムライウェディング」 - Samurai Uedingu              | 1º luglio 2015  |                |

### Speciali DVD/Blu-ray
| Nº | Titolo italiano (traduzione letterale) Giapponese 「Kanji」 - Rōmaji                    | Prima edizione   | Prima edizione |
| Nº | Titolo italiano (traduzione letterale) Giapponese 「Kanji」 - Rōmaji                    | Giapponese       |                |
| 1  | Il cuore palpitante di Jubei 「十兵衛が胸キュン」 - Jūbee ga mune kyun                  | 25 novembre 2010 |                |
| 2  | La lezione di bacio della principessa Sen 「千姫接吻指南」 - Sen-hime seppun shinan     | 22 dicembre 2010 |                |
| 3  | Le storie sulla spiaggia delle fanciulle 「乙女海岸物語」 - Otome kaigan monogatari     | 26 gennaio 2011  |                |
| 4  | Da Kanetsugu a Yukimura 「兼続から幸村へ」 - Kanetsugu kara Yukimura e                  | 23 febbraio 2011 |                |
| 5  | La trappola indecente di Gisen 「義仙淫靡な罠」 - Gisen inbi na wana                    | 23 marzo 2011    |                |
| 6  | La storia mai raccontata della foto delle ragazze 「乙女撮影秘話」 - Otome satsuei hiwa | 27 aprile 2011   |                |